# Partido Comunista da Malásia
O Partido Comunista da Malásia (PCM), oficialmente o Partido Comunista da Malásia (PCM), foi um partido comunista marxista-leninista e anti-imperialista que esteve ativo na Malásia britânica e, mais tarde, nos estados modernos da Malásia e Singapura de 1930 a 1989. Foi responsável pela criação do Exército Popular Antijaponês da Malásia e do Exército de Libertação Nacional da Malásia.
O partido liderou os esforços de resistência contra a ocupação japonesa da Malásia e Singapura durante a Segunda Guerra Mundial, e mais tarde lutou uma guerra de libertação nacional contra o Império Britânico durante a Emergência Malaia. Após a saída das forças coloniais britânicas da Federação Malaia, o partido lutou em uma terceira campanha de guerrilha contra os governos da Malásia e de Singapura na tentativa de criar um Estado comunista na região, antes de se render e dissolver em 1989. Hoje, devido às conotações históricas em torno do PCM, o comunismo como ideologia continua sendo um tópico político tabu em ambos os países.

## História

### Formação
Em abril de 1930, o Partido Comunista dos Mares do Sul foi dissolvido e substituído pelo Partido Comunista da Malásia. Enquanto sua principal responsabilidade era a Malásia e Singapura, o partido também era ativo na Tailândia e nas Índias Orientais Neerlandesas, que não tinham seus próprios partidos comunistas.

### Crescimento
O partido funcionava como uma organização ilegal sob o domínio colonial britânico. Em 29 de abril de 1930, uma incursão conduzida pelo Departamento de Segurança Interna de Singapura em uma casa vazia em 24 Nassim Road em Singapura quase terminou o MCP como oito de seus membros fundadores originais foram presos antes de serem presos ou deportados de volta para a China. Em junho de 1931, depois que um mensageiro da Comintern foi interceptado pela polícia, cerca de seis incursões foram realizadas de junho a dezembro, onde vários membros do partido foram presos e os documentos apreendidos, deixando o grupo em desordem. Informações extraídas do mensageiro indicaram que neste ponto havia 1 500 membros e 10 000 simpatizantes.
Apesar deste revés, o PCM ganhou influência no movimento sindical e organizou várias greves, mais notavelmente na mina de carvão de Batu Arang em 1935. Eles também criaram comitês de trabalhadores em alguns locais de trabalho. Esses comitês, e as greves, foram prontamente esmagados por tropas e policiais. Muitos grevistas étnicos chineses foram deportados para a China, onde foram frequentemente executados pelo governo nacionalista chinês como comunistas.
Depois que o Japão invadiu a China em 1937, houve uma aproximação entre o Kuomintang malaio e os comunistas, em paralelo com a China. Sob a asa do Kuomintang, o PCM podia operar mais facilmente. O sentimento anti-japonês entre os chineses malaios deu ao partido uma grande oportunidade para recrutar membros e levantar fundos sob a bandeira da defesa da China.
Nesta época, o partido foi infiltrado por um aparente agente britânico, Lai Teck, que se tornou seu secretário-geral em abril de 1939. Apesar desta grave violação de segurança, o Partido continuou a operar de forma eficaz. Em meados de 1939, reivindicou cerca de 40 000 membros, cerca de metade em Singapura.

### Estrutura
O MCP era liderado por um Comitê Executivo Central de doze a quinze membros. Cerca de seis deles foram nomeados para o Bureau Político (Politburo) que dirigia o partido quando o C.E não estava em sessão. Cada Estado tinha o Comitê Executivo Central do Estado e, por sua vez, foi subdividido em vários distritos. A menor unidade de organização era a célula do Partido, que normalmente consistia dos membros de um local de trabalho ou aldeia. Grandes convenções partidárias eram realizados ocasionalmente.

### Segunda Guerra Mundial
Em 8 de dezembro de 1941, o Império Japonês invadiu a Malásia. As autoridades coloniais britânicas agora aceitaram a oferta permanente do PCM de cooperação militar. Em 15 de dezembro, todos os presos políticos de esquerda foram libertados.
A partir de 20 de dezembro, os militares britânicos começaram a treinar membros do partido na guerra de guerrilha na 101ª Escola de Treinamento Especial (101ª STS) em Singapura. Cerca de 165 membros da MCP foram treinados antes que as defesas britânicas colapsassem. Estes combatentes, escassamente armados e equipados pelos britânicos, apressadamente dispersaram-se e tentaram perseguir o exército de ocupação.
Pouco antes de Singapura cair para os japoneses em 15 de fevereiro de 1942, o partido começou a organizar a resistência armada no estado de Jor. Logo quatro grupos armados, que se tornaram conhecidos como 'Regimentos', foram formados, com 101 formandos do STS servindo como núcleos. Em março, essa força foi apelidada de Exército Antijaponês do Povo da Malásia (MPAJA) e começaram a sabotar e emboscar os japoneses. Os japoneses responderam com represálias contra civis chineses. Essas represálias, juntamente com o aumento das dificuldades econômicas, fizeram com que grandes números de chineses malaios fugissem das cidades. Eles se tornaram invasores nas margens da floresta, onde se tornaram a principal fonte de recrutas, alimentos e outros tipos de assistência para a MPAJA. A MPAJA consolidou esse apoio fornecendo proteção.
Edgar O'Ballance estima que em meados de 1942 as forças regimentais eram cerca de 100 no primeiro Regimento, 160 no 2º, 360 no 3º e 250 no 4º. Neste momento, um 5º, 6º e 7º Regimento foram formados. Este exército, que incluía mulheres, foi concebido como uma força militar e política, ao longo das linhas maoístas.
Quando Singapura caiu, Lai Teck foi preso pelos japoneses e se tornou seu agente. Em 1 de setembro de 1942, agindo sobre suas informações, os japoneses lançaram um ataque de madrugada em uma conferência secreta de mais de 100 líderes da MCP e da MPAJA nas Cavernas de Batu ao norte de Kuala Lumpur, matando a maioria. A perda de pessoal forçou a MPAJA a abandonar seu sistema de comissários políticos, e os comandantes militares se tornaram os chefes dos regimentos. Após este revés, a MPAJA evitou compromissos e se concentrou na consolidação, acumulando 4 500 soldados até a primavera de 1943.
A partir de maio de 1943, comandos britânicos da Força 136 se infiltraram na Malásia e fizeram contato com as guerrilhas. No início de 1944, um acordo foi alcançado pelo qual a MPAJA aceitaria alguma direção do Comando Aliado do Sudeste Asiático (SEAC) e os Aliados dariam armas e suprimentos à MPAJA. Não foi até a primavera de 1945, no entanto, que quantidades significativas de material começaram a chegar por queda de ar.

### Após da guerra
A rendição do Japão em 15 de agosto de 1945 pegou os combatentes na Malásia de surpresa. O primeiro contingente britânico de tropas de reocupação não chegou até 3 de setembro; Singapura foi reocupada apenas no dia 8. A guarnição japonesa se retirou do campo, deixando um vácuo de poder que foi preenchido pela MPAJA. Em muitos lugares, especialmente nas áreas chinesas, eles foram recebidos como heróis quando emergiram da floresta.
Os britânicos reconheceram a autoridade da MPAJA, pagando seus soldados pelo papel na reocupação. Os guerrilheiros, entretanto, apreenderam armas japonesas e recrutaram livremente, formando um 8º Regimento e levantando sua força armada mais de 6 000. Ao mesmo tempo, lançaram represálias contra colaboradores da polícia malaia e da população civil e começaram a levantar fundos à força.
Muitos na base defendiam a revolução. A abordagem cautelosa que foi favorecida por Lai Teck e a maioria da liderança prevaleceu, uma decisão que mais tarde foi vista como uma grande oportunidade perdida.
Em 12 de setembro, a Administração Militar Britânica (BMA) foi instalada em Kuala Lumpur. Mais tarde naquele ano, a MPAJA relutantemente concordou em dissolver. Armas foram entregues em cerimônias onde o papel do exército em tempo de guerra foi elogiado. Seis mil e oitocentos soldados foram oficialmente dissolvidos, mas uma proporção de armas foram retidas, particularmente pistolas. O partido ainda não era legal, mas capaz de operar sem repressão.
O PCM adotou uma política de 'Reagrupamento Nacional', construindo uma ampla coalizão para trabalhar pela independência nacional dentro de meios legais. Devido às más condições econômicas, a BMA foi imediatamente confrontada com greves e manifestações nas quais os comunistas desempenharam um papel ativo. Vários foram abatidos por forças armadas e líderes banidos. O PCM também exerceu influência através de partidos parlamentares como a União Democrática da Malásia (MDU) e o Partido Nacionalista Malaio (MNP).
Em 1946, em meio a um descontentamento com a linha cautelosa da liderança, uma investigação começou em rumores de traição de Lai Teck. Antes que ele pudesse ser questionado em março de 1947, Lai Teck fugiu do país com fundos do partido. Muito abalado, o Comitê Executivo Central manteve a deserção em segredo por um ano enquanto lutavam para chegar a um acordo com ela. O jovem de 26 anos Chin Peng foi escolhido como o novo secretário-geral. Um oficial sênior do 5º Regimento da MPAJA em Peraque, ele tinha sido o principal contato do partido com a Força 136. A posição do partido tornou-se mais resolutamente anti-britânica.

### Emergência Malaia

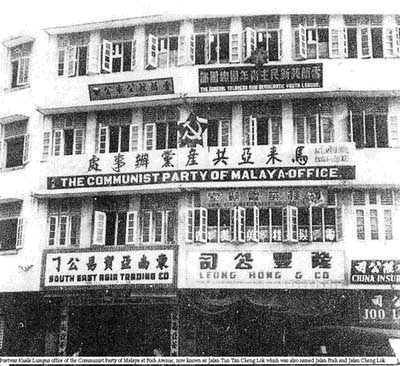
O escritório do partido antes da emergência.

Em meio a uma crescente atmosfera de tensão, o governo proibiu as crescentes federações sindicais em 12 de junho de 1948. Então, em 16 de junho, eles declararam estado de emergência depois que três plantadores europeus foram assassinados por comunistas no estado de Peraque. A polícia recebeu amplos poderes de prisão, e punições, incluindo a pena de morte, poderiam ser administradas sem um julgamento comum.
Nas duas semanas seguintes, centenas de membros do MCP foram presos e o partido foi declarado ilegal em 23 de julho. Militantes do partido se reagruparam na selva como o Exército anti-britânico dos Povos da Malásia (MPABA), muitos ex-MPAJA. O comandante inicial, Lau Yew, foi morto em ação em 16 de julho. Chin Peng escapou por pouco da prisão e se juntou aos seus companheiros com dificuldade.
Durante este período, o PCM também se envolveu em intimidação, incluindo assassinato, de civis com o objetivo de coagir ajuda material, informação e silêncio. Esta política contribuiu para uma perda de apoio popular e foi repudiada pelo CEC em setembro de 1951
Em 1 de fevereiro de 1949, a MPABA mudou seu nome para 'Exército de Libertação dos Povos da Malásia' (MPLA) e o partido começou a fazer campanha para uma República Democrática Popular da Malásia, que incluía Singapura.
O MPLA tinha um Quartel-General controlado por um Comité Central Militar que consistia no politburo e em alguns dos comandantes regimentais e oficiais políticos do MPLA. Os membros mais influentes do politburo foram Chin Peng, Yeung Kwo e Lau Lee. Neste ponto, o exército tinha cerca de 4 000 soldados, cerca de 10% mulheres. Foi dividido em dez regimentos, nove dos quais eram predominantemente chineses e um dos quais era composto principalmente de malaios e índios. Este último foi eliminado com sucesso pelos britânicos que desejavam limitar a insurgência à comunidade chinesa.
Uma organização civil chamada Min Yuen apoiou o MPLA, coletando suprimentos e informações.
O MPLA vivia em acampamentos de selva ou floresta semelhantes, ou mesmo os mesmos, aos que a MPAJA tinha usado. Em meados de 1950, eles, com a ajuda dos Min Yuen, adquiriram uniformes. Estes eram de padrão britânico cáqui ou verde da selva. A MPAJA e o MPLA geralmente usavam três estrelas em suas capas, significando as três raças da Malásia.
Emboscadas rodoviárias ou ferroviárias foram favorecidas pelos guerrilheiros, com média de 17 por mês de setembro de 1949 a fevereiro de 1950 e 56 por mês de então até setembro de 1950, chegando a 100 no último mês.
Para evitar que os camponeses, particularmente os ocupantes, ajudassem a guerrilha, os britânicos começaram a realocação, que se tornou um componente importante da estratégia britânica sob o Plano Briggs de 1950. Em meados da década de 1950, cerca de 500 000 pessoas (cerca de 10% da população da Malásia) foram transferidas para complexos, chamados de 'Novas Aldeias', que foram cercados por altas cercas de arame farpado e vigiadas pela polícia. Em minas e propriedades, Os funcionários não enfrentaram a realocação, mas apenas o reagrupamento em compostos protegidos no local. Cerca de 650 mil pessoas foram reagrupadas dessa maneira.
Além disso, em junho de 1951, um programa geral de controle de alimentos chamado 'Operação Fome' foi instituído. Em 'áreas de restrição alimentar', comer só era permitido em casa, não em cafés e restaurantes ou locais de trabalho. Os lojistas tinham que manter estrita conta de todos os alimentos vendidos, e os produtos enlatados tiveram que ser perfurados no momento da venda para que fossem usados prontamente. A queima generalizada de aldeias suspeitas de simpatias comunistas também era comum nos primeiros anos.
Como estratégia militar, estas medidas restritivas foram muito bem sucedidas. Em 1953, o MPLA tinha frequentemente falta de alimentos e o seu número diminuiu. Confrontado com o fracasso em estabelecer quaisquer 'Áreas Liberadas', o MCP renovou seu trabalho com sindicatos e partidos políticos. O MPLA, por sua vez, começou a depender cada vez mais da população aborígene da Malásia para apoio. O internamento de aborígenes foi abandonado após mortes em massa, e o governo, em vez disso, adotou a estratégia de oferecer ajuda aos aborígenes e construir fortalezas em território do Azerbaijão.
Em julho de 1955, as primeiras eleições gerais da Malásia ocorreram, com Tunku Abdul Rahman se tornando ministro-chefe. Um de seus primeiros atos foi declarar uma anistia parcial. A anistia permaneceu em vigor até 8 de fevereiro de 1956, mas resultou em apenas 73 rendições.
Em 24 de setembro de 1955, Chin Peng escreveu a Rahman oferecendo-se para negociar a paz. Isso foi aceito e em 17 de outubro, dois representantes do governo, Too Joon Hing, um Ministro Assistente da Educação, e I.S. Wylie, o vice-comissário da polícia da Federação, encontraram Chin Peng e outro membro do Comitê Executivo Central do MCP em Klian Intan. Duas outras reuniões se seguiram em novembro.
Em 24 de dezembro, o MCP lançou um novo 'Programa de Oito Pontos', que pedia o fim dos Regulamentos de Emergência, a cessação das hostilidades, a reforma do sistema político da Malásia, os direitos democráticos, o apoio à paz mundial e a atenção a outras questões, incluindo a educação, saúde, bem-estar e produção industrial.
As negociações culminaram na reunião de Baling em 28 e 29 de dezembro de 1955. Representando o governo estavam Tunku Abdul Rahman, David Marshall, ministro-chefe de Singapura, e Sir Cheng Lock Tan, líder da Associação Malaia Chinesa (MCA). Para o PCM foram Chin Peng Chen Tian, e Abdul Rashid bin Maidin. Chin Peng queria o reconhecimento legal do PCM e um retorno à situação pré-conflito. O Governo exigiu a dissolução do PCM e as negociações fracassaram.
Em 1956, Chin Peng escreveu a Tunku Abdul Rahman oferecendo-se para retomar as negociações. Isso foi rejeitado por Rahman em uma transmissão em 2 de abril.
Em Abril de 1957, Hor Lung, membro do Politburo responsável pelas operações do Sul do MPLA desde 1953, foi subornado para se render às forças de segurança.
Em julho de 1957, aproximadamente 78.000 km² da área total da Malásia de aproximadamente 130.000 km² Este foi declarado pelo governo como 'Áreas Brancas' - áreas onde o MPLA tinha sido essencialmente eliminado e os Regulamentos de Emergência retirados. Em agosto de 1957, Kuala Lumpur e o distrito foram declarados brancos. Em meados de 1958, o MPLA existia principalmente em Peraque e na parte sul de Jor Baru. No início de 1959, o MPLA estava ativo apenas em torno da fronteira tailandesa.
Enquanto isso, em 31 de agosto de 1957, a Malásia tornou-se independente da Grã-Bretanha. Tunku Abdul Rahman tornou-se primeiro-ministro. O diretor de operações contra a insurreição, no entanto, permaneceu um general britânico, ou seja, o tenente-general James Cassels.
Em 31 de julho de 1960, o governo declarou formalmente que a 'Emergência' havia terminado. No entanto, as restrições de emergência permaneceram na área perto da fronteira com a Tailândia.

### Pós-1960
Em meados da década de 1960, o Departamento de Estado dos Estados Unidos estimou a filiação partidária em aproximadamente 2000.
A força de guerrilha comunista, com uma força de cerca de 500, continuou a subsistir em ambos os lados da fronteira da Tailândia. Enquanto isso, Chin Peng e outros quadros na China tinham contato limitado com as bases da selva. A partir de 1969, eles lançaram uma estação de rádio em Hunão chamada "Suara Revolusi Malaya" (Voz da Revolução Malaia), transmitindo para apoiadores na Malásia e em Singapura. Isto foi encerrado em 1981 a pedido de Deng Xiaoping.
Também em 1969, em resposta à intensificação da Guerra do Vietnã e da Revolução Cultural na China, o partido intensificou a luta armada. Em 1970, no entanto, as bases na Tailândia foram convulsionadas pelos julgamentos e execuções de supostos espiões. Duas facções separatistas se formaram e condenaram o expurgo. Chin Peng posteriormente negou envolvimento e reabilitou seus camaradas acusados.
Em 1989, a CPM finalmente depôs as armas. Em 2 de dezembro, na cidade de Hat Yai, no sul da Tailândia, Chin Peng, Rashid Maidin e Abdullah C. D. se reuniram com representantes dos governos da Malásia e da Tailândia. Acordos de paz separados foram assinados entre o CPM e ambos os governos. 